# Strange Adventures
Strange Adventures è stato il titolo di alcune serie a fumetti antologiche statunitensi pubblicate dalla DC Comics di genere fantascientifico, la prima delle quali esordì nel 1950.

## Storia editoriale

### Prima serie (1950-1973)
Strange Adventures fu pubblicato per 244 numeri e il primo fumetto fantascientifico della DC Comics, e cominciò con un adattamento del film Destinantion Moon. I successi di vendita del fumetto con un gorilla sulla copertina di Strange Adventures n. 8 (maggio 1951) portò la DC a produrre numerose copertine di fumetti con immagini di gorilla. La serie fu la casa di uno degli ultimi supereroi dell'epoca pre-Silver Age, Capitan Comet, creato dallo scrittore John Broome e dall'artista Carmine Infantino nel n. 9. Una combinazione della comparsa di Capitan Comet con la "gorilla mania" fu presentata nel n. 39 (dicembre 1953). Altre serie degne di nota inclusero Star Hawkins cominciarono con il n. 114 (marzo 1960) e Atomic Knights debuttò nel n. 117 (giugno 1960).
In "The Strange Adventure That Really Happened", pubblicata nel n. 140 (maggio 1962), l'editore Julius Schwartz e l'artista Sid Greene lottarono per far ricordare allo scrittore Gardner Fox una storia scritta da lui che teneva la chiave della salvezza della Terra da un'invasione aliena. In un raro riconoscimento del resto dell'Universo DC in Strange Adventures, un pannello menzionò che Gardner Fox aveva precedentemente conosciuto Flash nell'iconica storia "Flash dei due mondi".
Strange Adventures n. 180 (settembre 1965) introdusse Animal Man in una storia di Dave Wood e Carmine Infantino. Il personaggio fu ripreso dallo scrittore Grant Morrison nel 1988.
Inizialmente un'antologia fantascientifica con alcune continue comparse di protagonisti della fantascienza, la serie divenne un fumetto supernaturale-fantasy cominciando dal n. 202, per cui ricevette un nuovo logo. La prima comparsa di Deadman in Strange Adventures n. 205, scritto da Arnold Drake e illustrato da Carmine Infantino, incluse la prima descrizione mai conosciuta dei narcotici in una storia approvata dal Comics Code Authority. La comparsa di Deadman servì da vetrina precoce per il lavoro artistico di Neal Adams.
Con il n. 217, il fumetto ottenne un altro nuovo logo e cominciò a riprendere le storie di Adam Strange e di Atomic Knights, durante le varie ristampe. Numerose storie di Strange Adventures furono poi ristampate in alcune antologie successive della DC Comics, come From Beyond the Unknown.

#### Serie pubblicate
Elenco parziale delle serie a fumetti:
- Chris KL-99 (dal n. 1 al n. 3, n. 5, n. 7, n. 9, n. 11, n. 15)
- Darwin Jones (n. 1, n. 48, n. 58, n. 66, n. 70, n. 76, n. 77, n. 79, n. 84, n. 88, n. 93, n. 149, n. 160)
- Capitan Comet (dal n. 9 al n. 44, n. 46, n. 49) (comparve molte volte sulle copertine)
- Space Museum (n. 104, n. 106, n. 109, n. 112, n. 115, n. 118, n. 121, n. 124, n. 127, n. 130, n. 133, n. 136, n. 139, n. 142, n. 145, n. 148, n. 151, n. 154, n. 157, n. 161)
- Star Hawkins (n. 114, n. 119, n. 122, n. 125, n. 128, n. 131, n. 134, n. 137, n. 140, n. 143, n. 146, n. 149, n. 152, n. 155, n. 158, n. 162)
- Atomic Knights (n. 117, n. 120, n. 123, n. 126, n. 129, n. 132, n. 135, n. 138, n. 141, n. 144, n. 147, n. 150, n. 153, n. 156, n. 160, con ristampe nei n. dal 217 al 231)
- Faceless Creature from Saturn (n. 124, n. 142, n. 153)
- Star Rovers (da Mystery in Space, n. 159, n. 163)
- Animal Man (n. 180, n. 184, n. 190, n. 195, n. 201)
- Immortal Man (n. 177, n. 185, n. 190, n. 198)
- Enchantress (n. 187, n. 191, n. 200)
- Deadman (dal n. 205 al n. 216)
- Adam Strange (ristampe nei n. dal 217 al 244; nuove storie nel n. 222, n. 226 e n. 227 storie scritte dall'originale)

### Miniserie Vertigo (1999-2000)
Nel 1999, la Vertigo pubblicò una miniserie di quattro numeri riprendendo il fumetto e i temi di Strange Adventures. Presentò storie scritte da Brian Azzarello, Brian Dolland, Dave Gibbons, Bruce Jones, Joe R. Lansdale, John Ney Rieber, Robert Rodi, Doselle Young e Mark Schultz. Gli artisti inclusero Edvin Biuković, Richard Corben, Klaus Janson, Frank Quitely, James Romberger e John Totleben. La miniserie fu datata dal novembre 1999 al febbraio 2000.

### JSA Strange Adventures (2004-2005)
Nel 2004, Strange Adventures fu ripresa, in formato modificato, come la serie limitata da sei numeri JSA Strange Adventures, che presentò una nuova storia della Justice Society of America della Golden Age che incorporò temi fantasy/fantascientifici. Fu scritto da Kevin J. Anderson, con illustrazioni di Barry Kitson e Gary Erskine. La miniserie fu pubblicata dall'ottobre 2004 al marzo 2005, e fu raccolta in un volume con copertina rigida nel 2010.

### Strange Adventures(2009)
Jim Starlin scrisse una serie limitata di otto numeri chiamata Strange Adventures che si concentrò su Adam Strange, Bizzarro e Capitan Comet, che cominciò nel marzo 2009. La serie continuò con la storia "Aberranti Sei", così come gli sviluppi della storia Rann-Thanagar Holy War e Countdown to Adventure. Questa serie fu raccolta in un volume con copertina rigida nel 2010.

### Strange Adventures (2011)
Un volume unico antologico, Strange Adventures n. 1, di 80 pagine, con brevi storie di fantascienza e fantasy, venne pubblicato nel luglio 2011. Gli artisti e gli scrittori che vi parteciparono inclusero Peter Milligan, Scott Snyder, Jeff Lemire, Brian Azzarello, Eduardo Risso, Paul Pope e Paul Cornell.

### Raccolte
- Showcase Presents: Strange Adventures Vol. 1 raccoglie Strange Adventures dal n. 54 al n. 73, 512 pagine, dicembre 2008, ISBN 1-4012-1544-0
- The Steve Ditko Omnibus Volume 1 include Strange Adventures n. 188: "Don't Bring That Monster to Life" di Otto Binder e Steve Ditko e Strange Adventures n. 189: "The Way-Out Worlds of Bertram Tilley" di Dave Wood e Ditko, 480 pagine, settembre 2011, ISBN 1-4012-3111-X
- Deadman
  - The Deadman Collection, in copertina rigida, raccoglie Strange Adventures dal n. 205 al n. 216, 356 pagine, dicembre 2001, ISBN 1563898497
  - Deadman Vol. 1 normale copertina, raccoglie Strange Adventures dal n. 205 al n. 213, 176 pagine, luglio 2011, ISBN 0857684175
  - Deadman Vol. 2 normale copertina, raccoglie Strange Adventures dal n. 214 al n. 216, 160 pagine, febbraio 2012, ISBN 1781160546
- JSA: Strange Adventures raccoglie JSA: Strange Adventures dal n. 1 al n. 6, 200 pagine, febbraio 2010, ISBN 1401225950
- Strange Adventures raccoglie Strange Adventures volume 3 dal n. 1 al n. 8, 256 pagine, aprile 2010, ISBN 1401226175

## Premi e riconoscimenti
La serie fu nominata e premiata con numerosi premi nel corso degli anni, incluso l'Alley Awards nel 1963 come "Fantasy Generale", nel 1965 come "Migliore Fumetto Regolarmente Pubblicato", nel 1966 come "Miglior Fumetto Fantasy/Fantascientifico/Supernaturale", nel 1967 come "Miglior Copertina" (per il n. 207 creata da Neal Adams), come "Miglior Storia a Lunghezza Piena" ("Who's Been Lying in My Grave?" nel n. 205 di Arnold Drake e Carmine Infantino), e come "Migliore Nuova Striscia" ("Deadman" di Drake e Infantino).